# Saxobeats
Saxobeats este albumul de debut al interpretei Alexandra Stan. Albumul a fost lansat pe 29 august 2011 în Play On/Jeff Records în Franța, apoi în toată lumea până în prima jumătate a anului 2012. Patru single-uri au fost lansate de pe album: "Get Back (ASAP)", "Lollipop (Param Pam Pam)", "1.000.000", cel mai cunoscut la nivel mondial fiind "Mr. Saxobeat". Albumul conține 13 track-uri (8 cântece și 5 remix-uri).

## Single-uri
- Mr.Saxobeat a fost lansat ca single principal al albumului pe 24 februarie 2011. A fost un mare succes la nivel mondial, ajungând pe primul loc în cel puțin douăsprezece țări și în top 5 în alte cincisprezece, inclusiv Regatul Unit, Spania sau Noua Zeelandă. În Franța si Irlanda a ajuns pe poziția a 6-a. De asemenea, single-ulu a intrat în Top 40 în Australia, Canada și în Billboard Hot 100.
- Get Back (ASAP) a fost lansat ca cel de-al doilea single internațional oficial pe 19 martie 2011. Acesta a ajuns pe locul 4 în România și pe 19 în Franța. În Statele Unite si Regatul Unit, single-ulu înca nu a fost lansat.
- Lollipop (Param Pam Pam) a fost lansat pentru prima dată în 2009, ajungând în topurile din România în prima jumătate a anului 2010. A fost apoi relansat în Statele Unite pe 31 mai 2011 pentru a doua oară.,
- 1.000.000 este o colaborare cu rapper-ul Carlprit. A fost lansat pe 6 decembrie 2011. A urcat pe poziția 13 în România, dupa 18 săptămâni în topuri, ajungând și la radiourile din Belgia și Franța.

## Listă cântece
| Nr. | Titlu                                                  | Durată |
| --- | ------------------------------------------------------ | ------ |
| 1.  | "Mr. Saxobeat"                                         | 3:15   |
| 2.  | "Ting-Ting"                                            | 3:56   |
| 3.  | "Show Me the Way"                                      | 3:43   |
| 4.  | "Lollipop (Param Pam Pam)"                             | 3:54   |
| 5.  | "Crazy"                                                | 3:29   |
| 6.  | "Bitter-Sweet"                                         | 3:37   |
| 7.  | "Get Back (ASAP)"                                      | 3:29   |
| 8.  | "1.000.000" (featuring Carlprit)                       | 3:18   |
| 9.  | "Mr. Saxobeat" (Maan Studio Remix)                     | 3:42   |
| 10. | "Lollipop (Param Pam Pam)" (Club Version)              | 4:11   |
| 11. | "Get Back (ASAP)" (Maan Studio Remix)                  | 3:21   |
| 12. | "Mr. Saxobeat" (Extended Version)                      | 4:16   |
| 13. | "Get Back (ASAP)" (Studio Club Remix Extended Version) | 4:26   |

## Clasament
| Top 2011-2012           | Poziția |
| ----------------------- | ------- |
| Austria (Albums Chart)  | 25      |
| Finlanda (Albums Chart) | 27      |
| Franța (Albums Chart)   | 76      |
| Germania (Albums Chart) | 29      |
| Ungaria (Albums Chart)  | 39      |
| Japonia (Albums Chart)  | 15      |
| Suedia (Albums Chart)   | 24      |

## Lansări
| Țara         | Data               | Format               | Casă discuri         | Ediția           |
| ------------ | ------------------ | -------------------- | -------------------- | ---------------- |
| Franța       | 29 august 2011     | CD, Digital download | Play On/Jeff Records | Standard Edition |
| Germania     | 9 septembrie 2011  | CD, Digital download | Columbia Records     | Standard Edition |
| Polonia      | 23 septembrie 2011 | CD, Digital download | Universal Music      | Standard Edition |
| Italia       | 4 octombrie 2011   | Digital download     | EGO Italy            | Standard Edition |
| Italia       | 11 octombrie 2011  | CD                   | EGO Italy            | Standard Edition |
| S.U.A        | 18 octombrie 2011  | Digital download     | Ultra Records        | Standard Edition |
| Canada       | 18 octombrie 2011  | Digital download     | Ultra Records        | Standard Edition |
| Canada       | 24 octombrie 2011  | CD                   | Ultra Records        | Standard Edition |
| S.U.A        | 24 octombrie 2011  | CD                   | Ultra Records        | Standard Edition |
| Japonia      | 7 martie 2012      | CD, digital download | Victor Entertainment | Standard Edition |
| Japonia      | 20 iunie 2012      | Digital Download     | Victor Entertainment | Deluxe Edition   |
| Regatul Unit | 22 octombrie 2012  | Digital Download     | 3Beat                |                  |